# 公務非正規女性全国ネットワーク
 公務非正規女性全国ネットワーク（こうむひせいきじょせいぜんこくねっとわーく,英名：Non Regular Worker/Women United，略称：はむねっと/NRWWU）とは、日本における非正規公務員（公務非正規労働従事者）の実態を調査、研究し、状況の改善を目指す団体である。アドボカシーの活動や当事者への相談活動や交流会等を実施している。

## 概要
非正規公務員の当事者らが2021年3月20日、東京都千代田区のスペースたんぽぽで開催した緊急集会「官製ワーキングプアの女性たち　コロナ後のリアル」を開催。この集会の関係者らが2021年5月に「はむねっと」を設立した。
総務省の調査によると、非正規の地方公務員は日本全体で2020年時点で約69万4000人いて、うち74.5％を女性が占め、その多くは行政機関の窓口や公営の保育所、図書館、婦人相談所などの公共施設で働いているとされる。このように非正規公務員の大半を女性が占めることから、はむねっとのメンバーは女性の非正規公務員の当事者、研究者、支援者等が中心となり構成されている。2022年5月20日には設立1周年の集会を開く。
はむねっとは、非正規公務員の不安定な働き方の背景には「女性は家計補助的な働き手」といったジェンダー差別、専門職への軽視があると指摘している。
はむねっとは、非正規公務員の当事者へのアンケート調査の実施をこれまで複数回行い、その働き方が不安定、低賃金である実態を明らかにして総務省や厚生労働省に対して申し入れを行う等の活動をしている。